# Qualcomm
Qualcomm est une entreprise américaine active dans le domaine de la technologie mobile. Elle est spécialisée dans la conception et la mise en place de solutions de télécommunications. Elle est devenue l'une des toutes premières entreprises mondiales dans son domaine, la conception et la commercialisation de processeurs pour téléphones portables. Qualcomm est une entreprise fabless (sans usine) et est également connue pour avoir développé la technique CDMA.

## Histoire
En 1985, sept professionnels américains du métier des télécommunications créent Qualcomm, sur le modèle d'une start-up. Leur objectif est de mettre sur le marché des solutions améliorant la qualité des communications. L'activité débute par la fourniture de services aux grands acteurs du marché.
En 1988, Qualcomm conçoit et commercialise un système toujours en usage de suivi de flotte de véhicules, connu sous la marque OmniTRACS. L'année suivante, en 1989, elle développe la technique CDMA, qui est vite adoptée par l'industrie des télécommunications nord-américaine.
En 2006, elle est classée dans les cinq cents premières entreprises selon Standard & Poor's et Fortune.
En décembre 2012, Sharp annonce avoir reçu de Qualcomm un apport de fonds de 9,9 milliards de yens (92,5 millions d'euros) dans le cadre d'un partenariat technique sur les écrans pour mobiles.
En 2013, Alcatel-Lucent conclut un accord de partenariat technologique et capitalistique avec Qualcomm dans le domaine des small cells pour améliorer l’accès à l’Internet mobile haut et très haut débit.
En octobre 2014, Qualcomm acquiert l'entreprise britannique Cambridge Silicon Radio (CSR), spécialisée dans le Bluetooth, pour 2,5 milliards de dollars.
Le 27 octobre 2016, Qualcomm acquiert l'entreprise néerlandaise NXP Semiconductors pour 47 milliards de dollars.
En décembre 2016, la Fair Trade Commission de Corée du Sud impose à Qualcomm une amende de 815 millions d'euros pour abus de position dominante. Apple étant à l'origine de cette déconvenue judiciaire, Qualcomm cherche à faire interdire l'importation d'iPhones sur le territoire américain.
En novembre 2017, Broadcom fait une offre d'acquisition de Qualcomm pour la somme de 103 milliards de dollars. En janvier 2018, Broadcom fait une nouvelle offre d'acquisition de Qualcomm d'une somme de 121 milliards de dollars US, qui est de nouveau refusée. En mars 2018, Donald Trump signe un décret interdisant l'acquisition de Qualcomm par Broadcom.
En juillet 2018, les autorités de la concurrence chinoises refusent l'acquisition de NXP Semiconductors par Qualcomm, de par le contexte de la guerre commerciale entre les États-Unis et la Chine. L'acquisition, ayant été annoncé en 2016, est donc annulée.
En avril 2019, Qualcomm et Apple annoncent par communiqué de presse abandonner réciproquement tout litige. Qualcomm fournira les puces/modem des iPhones compatibles avec le réseau 5G.
En janvier 2020, le géant américain prévoit l'installation d'un centre R&D sur la 5G à Lannion, en Bretagne.
En mars 2021, Qualcomm finalise le rachat de la start-up Nuvia, créatrice d'une micro-architecture ARM pour serveurs, pour un montant de 1,4 milliard de dollars. En août 2021, Qualcomm annonce renchérir sur Veoneer, ancienne filiale d'Autoliv spécialisée dans l'électronique d'aide à la conduite, avec une offre de 4,6 milliards de dollars, supérieure à une offre de 3,8 milliards de dollars de Magna International.
En juin 2025, Qualcomm annonce l'acquisition pour 2,4 milliards de dollars d'Alphawave, une entreprise spécialisée aux semi-conducteurs dédiés à l'intelligence artificielle.

## Métiers
Qualcomm conçoit, développe et commercialise des composants nécessaires à la réalisation de solutions de télécommunications. Ces composants sont pour l'essentiel des circuits intégrés et des logiciels embarqués.
Qualcomm est spécialisé dans les systèmes sur une puce (System on a Chip ou SoC) centrés sur des CPU d'architecture ARM, dont le Snapdragon, ainsi que des prototypes de machines destinés aux constructeurs de terminaux de téléphonie mobile (smartphones), smartbooks et clients légers. Outre la technique Code division multiple access (CDMA), ils sont compatibles avec les techniques W-CDMA, LTE ou LTE Advanced, et plus généralement avec toutes les principales normes de la téléphonie mobile de troisième et quatrième générations, dites 3G et 4G. Le système RB5, une plateforme dédiée au développement de la robotique lancée en juin 2020, est quant à lui compatible 5G.
Ses clients sont directement ou indirectement des acteurs de l'industrie de télécommunications : les fabricants d'équipements d'infrastructure, les fabricants de terminaux, les opérateurs et les sociétés de services. Elle vend une partie de ses solutions sous forme de licences sur ses brevets.
Qualcomm est aussi l'éditeur du client de courrier électronique Eudora.

## Condamnations
En 2019, l'entreprise s'est vue sanctionnée pour abus de position dominante et pratiques anticoncurrentielles par la Commission européenne. Elle a ainsi été condamnée à une amende de 242 millions d'euros pour avoir pratiqué des prix d'éviction en vendant des composants électroniques en dessous du prix de fabrication. Ce jugement a finalement été infirmé le 11 août 2020 en appel.